# Pondichéry, dernier comptoir des Indes
Pour plus de détails, voir Fiche technique et Distribution.
Pondichéry, dernier comptoir des Indes est un film français réalisé par Bernard Favre et sorti en 1997.

## Synopsis
En octobre 1954, au moment du départ des Français de Pondichéry, un jeune européen né en Inde fait un voyage initiatique.

## Fiche technique
- Réalisation : Bernard Favre
- Scénario : Frédéric Astich-Barre, Marcel Beaulieu, Bernard Favre, Pascal Kané
- Production : A Films
- Producteur délégué : Frédéric Marboeuf
- Musique : Stéphane Meer
- Image : Jean-Marie Dreujou
- Montage : Emmanuelle Thibault
- Durée : 92 minutes
- Distribution : Colifilms Distribution
- Date de sortie : 26 mars 1997

## Distribution
- Charles Aznavour
- Richard Bohringer
- Frédéric Gorny
- Vanessa Lhoste
- Ravi Manet

## Distinctions
- Frédéric Gorny obtient le prix Raimu du meilleur jeune comédien en 1997[1].